# 吕盖
吕盖（?—?），字君上，河南郡菀陵县（今河南省新郑市）人，东汉司徒。
吕盖官至光祿勳。汉和帝永元九年（97年）十一月初八，代刘方为司徒，吕盖为人正直，太尉张酺在朝堂之上失态，公然斥责司隶校尉，吕盖奏劾张酺位居三公而大失礼仪，张酺于是被免官。永元十三年（101年）十一月廿六日，司徒吕盖因年老患病致仕。